# Улица Ломоносова (Старая Русса)
Улица Ломоносова — улица в Старой Руссе. Проходит через исторический центр города от русла реки Малашки (улица Декабристов) к восточной окраине города (улица Тахирова).

## История
Первоначальное название улицы — Рогачевская. Происхождение название, возможно, связано с местным топонимом: неподалеку от начала нынешней улицы до XV века находился Рогов конец. У пересечения с Минеральной (тогда — Ильинской) улицей находилась Ильинская церковь (в 1820 году она сгорела в пожаре).
Современное название в честь великого русского учёного Михаила Ломоносова (1711—1765).
Современная застройка — частный сектор, постройки хозяйственного характера, через улицу от основной территории находится 10-й корпус ЗАО «Курорт «Старая Русса»».

## Достопримечательности
У выхода улицы к улице Силина (ныне — Декабристов) находился дом современника Ф. М. Достоевского — Карла Карловича фон Зонна, обстоятельства жизни которого, возможно, стали прототипом некоторых сюжетных линий творчества писателя.

## Известные жители
На рубеже XIX—XX веков в одном из деревянных домов на улице проживала семья Корочкиных. Сын Василий (1883—1946) впоследствии стал известным советским художником (псевдоним — Сварог), его именем названа соседняя улица.